# Castelfranco di Sopra
Castelfranco di Sopra és un municipi situat al territori de la província d'Arezzo, a la regió de la Toscana (Itàlia).
Limita amb els municipis de Castel San Niccolò, Figline Valdarno, Loro Ciuffenna, Pian di Scò, Reggello, San Giovanni Valdarno i Terranuova Bracciolini.
Està agermanat amb Caldes d'Estrac.
Des de l'1 de gener del 2014 és una frazione del nou municipi de Castelfranco Piandiscò. aquest s'ha format amb la fusió de Castelfranco di Sopra i Pian di Scò.

## Galeria fotogràfica

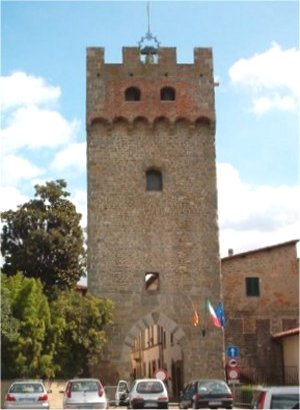
Torre
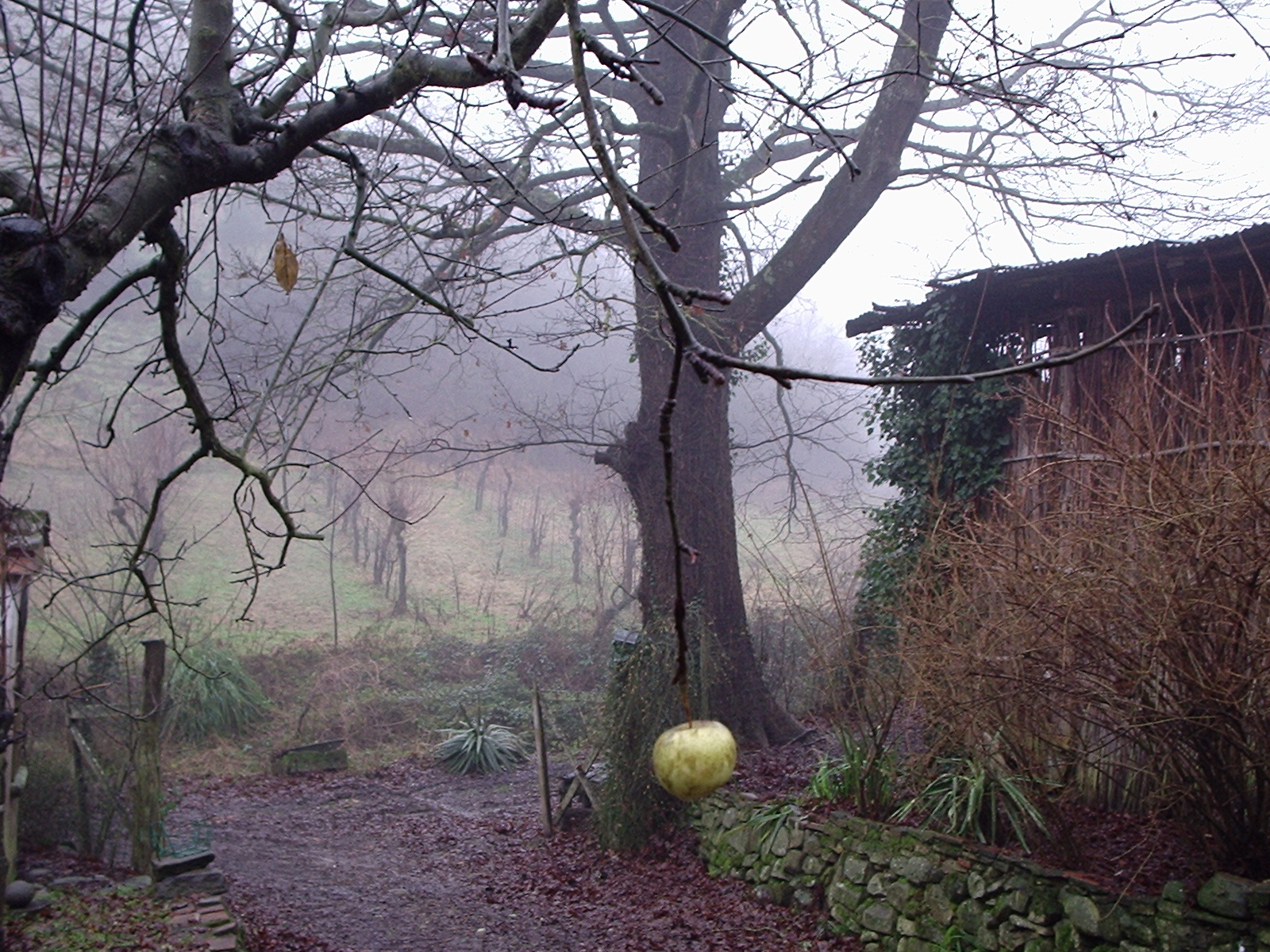
Via Fossate a l'hivern